# Smilcena
Smilcena Paleolog (bug. Смилцена) naziv je koji se koristi za jednu caricu Bugarske. Njezin je otac bio Konstantin Paleolog (Κωνσταντίνος Παλαιολόγος). On je bio sin Andronika Paleologa, koji je bio megas domestikos. Andronikova je druga supruga rodila Konstantina, čija je žena bila Irena Komnena Laskarina Branaina, koja je rodila Smilcenu.
Smilcena je bila polunećakinja cara Mihaela VIII. Paleologa i polusestrična gospe Marije.
Udala se za bugarskog cara Smilca te je zato znana kao Smilcena („Smilcova žena“). Rodila mu je Marinu, Teodoru i Ivana II.
Nakon muževljeve je smrti Smilcena preuzela vlast jer je Ivan bio maloljetan.